# Waldemar Reichhard
Waldemar Reichhard (né en 1915 à Steglitz, mort le 25 août 1988 à Wiesbaden) est un artiste lyrique allemand.

## Biographie
Waldemar Reichhard arrive avec ses parents en 1928 près de Wiesbaden. Il aspire d'abord à la profession de dessinateur technique, mais, après avoir vu un opéra, il veut devenir chanteur. Il suit une formation à la Hochschule für Musik Mainz et obtient un premier engagement en tant que baryton au théâtre d'Aschaffenbourg. Mais son goût immodéré pour l'ail, affirme-t-il, l'a empêché de faire une grande carrière. Dans les dernières années de sa vie, il bénéficie de l'aide sociale et dort dans les dortoirs de l'Armée du Salut.
Quel que soit le temps, il est habillé dans les rues de Wiesbaden d'un chapeau et d'un manteau de cuir ; il va souvent à la boutique Tchibo. Dans les rues, il chante son amour des femmes et de l'ail.
Après une hospitalisation prolongée, Waldemar Reichhard meurt à l'âge de 73 ans et est enterré au cimetière du Sud de Wiesbaden.
En 2009, une sculpture en hommage au "Knoblauchkönig", projet de l'artiste Jacqueline Weigand, œuvre de Reinhold Petermann, est posée dans les rues de Wiesbaden et inaugurée par le maire Helmut Müller.

## Source de la traduction
- (de) Cet article est partiellement ou en totalité issu de l’article de Wikipédia en allemand intitulé « Waldemar Reichhard » (voir la liste des auteurs).